# Euphorbia echinulata
Euphorbia echinulata là một loài thực vật có hoa trong họ Đại kích. Loài này được (Stapf) Bruyns mô tả khoa học đầu tiên năm 2006.

## Hình ảnh

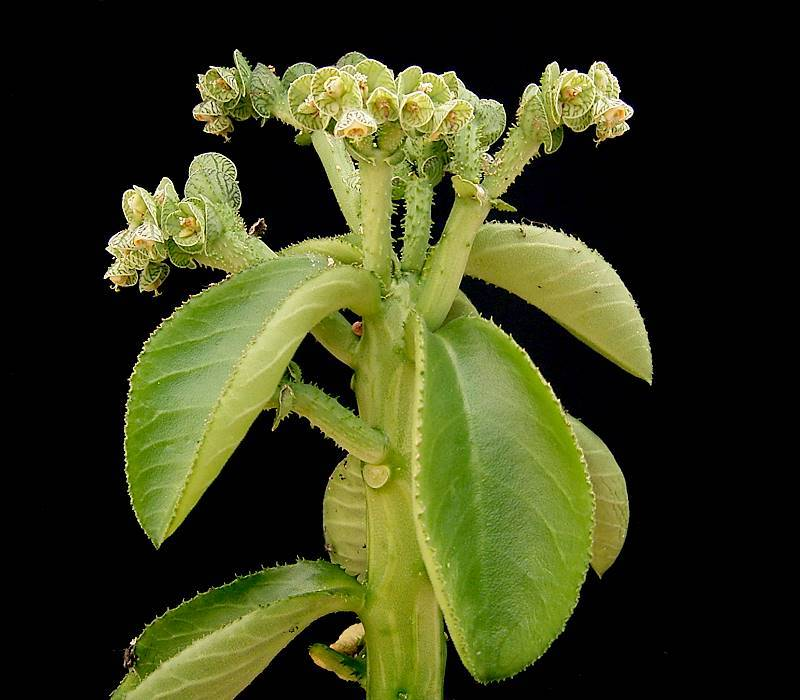
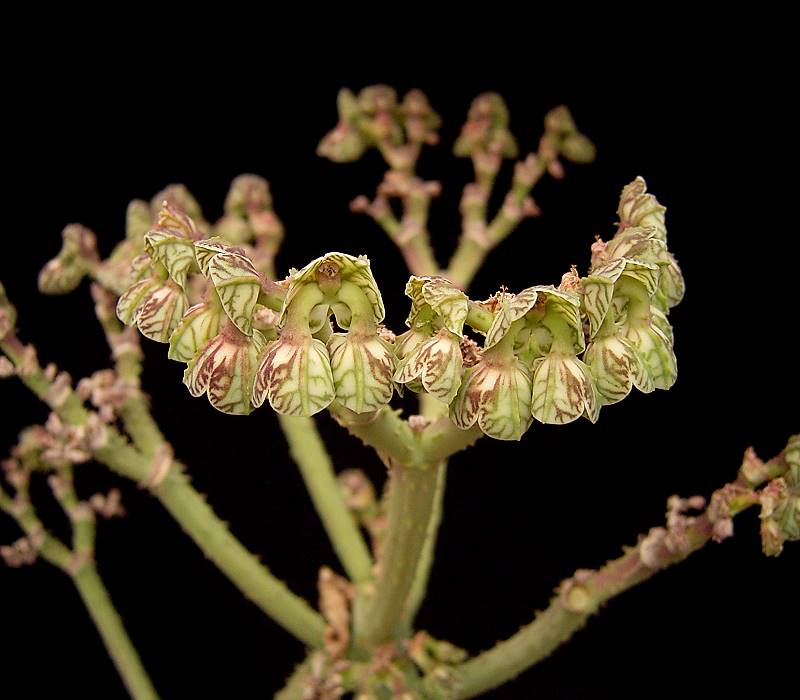